# Gheora
Gheora là một thị trấn thống kê (census town) của quận North West thuộc bang Delhi, Ấn Độ.

## Nhân khẩu
Theo điều tra dân số năm 2001 của Ấn Độ, Gheora có dân số 5920 người. Phái nam chiếm 59% tổng số dân và phái nữ chiếm 41%. Gheora có tỷ lệ 69% biết đọc biết viết, cao hơn tỷ lệ trung bình toàn quốc là 59,5%: tỷ lệ cho phái nam là 75%, và tỷ lệ cho phái nữ là 61%. Tại Gheora, 13% dân số nhỏ hơn 6 tuổi.